# Pomaderris helianthemifolia
Pomaderris helianthemifolia är en brakvedsväxtart. Pomaderris helianthemifolia ingår i släktet Pomaderris och familjen brakvedsväxter.

## Underarter
Arten delas in i följande underarter:
- P. h. helianthemifolia
- P. h. hispida
- P. h. minor